# Аварія на канатній дорозі на горі Моттароне
45°53′00″ пн. ш. 8°27′48″ сх. д. / 45.883461854889° пн. ш. 8.4633907683781° сх. д.
23 травня 2021 року під час запланованої поїздки відбулося падіння канатної дороги після того, як лінія канатної дороги Стреза-Альпіно-Моттароне обірвалася в 300 метрах від вершини гори Моттароне, яка знаходиться неподалік від озера Маджоре на півночі Італії. В результаті чотирнадцять осіб загинуло, а одна дитина отримала серйозні поранення. Канатна дорога рухалася по лінії, що з'єднує місто Стреза з вершиною Моттароне, коли вона впала в лісовий масив, за даними Національноно альпійського спелеологічного рятувального корпусу, який керує рятувальною операцією. Цей інцидент став найбільш смертоносною катастрофою на канатній дорозі в Італії після катастрофи на канатній дорозі Кавалезе 1998 року.

## Інцидент
Катастрофа сталася, коли кабіна канатної дороги Стреза-Моттароне піднімалася по другій секції канатної дороги від середньої станції Альпіо до вершини Моттароне. Коли обірвалася кабельна лінія, кабіна покотилася, поки не врізалася в пілон, а потім впала приблизно на 20 метрів і покотилася вниз по крутому схилу гори. Зрештою, кабіна була зупинена після зіткнення з деревами. За словами туристів, незадовго до падіння вони почули гучне шипіння, яке, як вважають, було викликано розривом принаймні однієї з кабельних ліній. Деякі із загиблих були викинуті з кабіни при падінні. На телевізійних кадрах видно, що тонкий тяговий трос обірвався і повис на пілоні.
ЗМІ повідомляють, що канатна дорога не працювала протягом тривалого часу, до суботи, 22 квітня, через заходи по запобіганню Covid-19. Президент асоціації швейцарських канатних доріг Берно Штоффель пояснив швейцарському телебаченню, що правила безпеки канатних доріг в Швейцарії та Італії ідентичні, що пояснюється поширеністю канатних доріг в Швейцарії і досвідом їхнього будівництві, так обслуговування.
Канатна дорога, побудована 1970 року, спочатку була розрахована на 47 осіб, проте місткість кабіни була зменшена через заходи по боротьбі з коронавірусом.

## Жертви
Тринадцять людей загинули на місці аварії, а двоє дітей отримали серйозні травми і були доставлені повітрям в педіатричну лікарню в Турині. Пізніше один з дітей помер від зупинки серця, в результаті чого число загиблих досягло 14 осіб. Жертвами стали: вісім громадян Італії, з яких троє були з Ведано-Олона, двоє з Варезе, двоє з Барі і один з Козенци; один громадянин Ірану і сім'я з п'яти громадян Ізраїлю трьох поколінь.
Інцидент став найбільш смертоносною катастрофою на канатній дорозі в Італії після катастрофи на канатній дорозі Кавалезе 1998 року. Він також займає п'яте місце в списку найсмертельніших катастроф гондольних підйомників в історії, поступившись лише катастрофою на канатній дорозі Кавалезе 1976 року, в результаті якої загинуло 43 людини, катастрофи на канатній дорозі в Тбілісі 1990 року, на канатній дорозі Кавалезе 1998 року і Сент-Етьєнн-ан-Деволюї 1999 року, в кожній з яких загинуло 20 осіб.

## Реакція
Прем'єр-міністр Італії Маріо Драґі виступив з наступною заявою після катастрофи: «Я з глибоким смутком сприйняв новину про трагічну аварію канатної дороги Стреза-Моттароне. Я висловлюю співчуття від всього уряду сім'ям загиблих з особливою увагою до важкопоранених дітей та їхніх сімей».
Марселла Северіно, мер Стрези, сказала національному телеканалу RAI: «Ми спустошені, нам боляче».